# Henri Cleutin
Henri Cleutin, seigneur d'Oissel et de Villeparis (1510 – 20 juin 1566), gentilhomme de la Maison du roi, fut de 1546 à 1560 ministre plénipotentiaire de France en Écosse, puis ambassadeur de Marie Ire d'Écosse. Il tenta sans succès de réprimer la Réforme écossaise.

## Du «Rough Wooing» à la Réforme
Cleutin, titré Monsieur d’Oisel, ou d’Oysel, était ambassadeur résident et lieutenant-général du Roi de France en Écosse. En novembre 1546 d'Oisel s'associa à Adam Otterburn pour négocier la paix avec Henri VIII. Cette mission n'eut guère de succès, ce que les autres ambassadeurs ont attribué à leur discours futiles. Après la Bataille de Pinkie Cleugh, d'Oisel and Marie de Guise se réfugièrent au Château de Stirling et d'Oisel, selon Knox, était « aussi apeuré qu’un renard qu’on débusque de son terrier . » Lorsque André de Montalembert, sieur d'Esse, prit la parole devant le parlement à Haddington le 7 juillet 1548, proposant le mariage de Marie d'Écosse au Dauphin, D'Oisel s'inclina devant l'accord unanime. C’est d’Oisel, et non le duc de Châtellerault, qu'on mit à la tête des affaires d’Écosse lors de la visite en France de la reine Douairière, Marie de Guise, en 1551. Henri épousa d'abord Jeanne de Thouars, dont il eut trois enfants en Écosse. Sa seconde épouse fut Jeanne de Chasteigner, dont la famille protégeait Scaliger. À l’apogée de l’Auld Alliance entre la France et l’Écosse, l'émissaire de l’Empereur à Édimbourg, Mathieu Strick, observait que d'Oisel détenait pour ainsi dire l’autorité suprême en matière de politique générale et de justice. Les sources contemporaines témoignent de sa popularité auprès de la noblesse écossaise, contrairement à d’autres ministres français employés auprès de la cour d’Écosse comme Yves de Rubay. Il n'est pas jusqu’à l’Anglais Thomas Wharton qui ne témoigne qu'en ce qui concerne MM. de Guise et d'Oisel, « ...tous en Écosse les écoutent et les apprécient » (all in Scotland obey and lyketh them). Les chroniqueurs protestants postérieurs, tels George Buchanan et Robert Lyndsay of Pitscottie, s'accorderont à reconnaître leur adresse et leur singulier discernement.
La paix conclue entre l’Angleterre, la France et l’Écosse après les tumultes du Rough Wooing (1543–1551) ne faisaient évidemment pas l'affaire de l’Espagne et de son Empire. En octobre 1552, ue partie de la correspondance de d’Oisel avec Marie de Guise et Henri II, comportant notamment les détails de l’arrestation d’un Irlandais, George Paris, fut interceptée par les services de la reine douairière régente des Pays-Bas. Lorsque Marie de Guise protesta, la douairière régente lui répondit que ses lettres à d’Oisel étaient inconvenantes, puisque outre qu’elle ne témoignaient guère d’une amitié fidèle et sincère à l’Empereur, elles montraient de la délectation quant à la destruction et à l'abaissement de sa propre famille (la Maison Stuart). Et lorsque le prince de Guise devint régent d’Écosse le 12 avril 1554, d'Oisel et Marie de Guise quittèrent le Palais de Holyrood pour Tolbooth afin de reprendre au comte d'Arran les régalia (l’épée, le sceptre et la couronne).

## La Réforme et l'Écosse
Lorsque les barons protestant dits « Lords of the Congregation » se soulevèrent contre Marie de Guise, d'Oisel commandait le contingent français. Pitscottie nous a laissé le récit de la trêve de compromis signée près de Coupar, Fife, entre les barons écossais et les généraux français d'Oisel et Châtellerault : le 25 juillet 1559, d'Oisel signa au nom de sa maîtresse les Articles of Leith, par lesquels les forces de la Congregation acceptaient de se retirer d'Édimbourg pour Stirling. En novembre 1559, d'Oisel s’affaira avec Jacques de La Brosse pour inculper de trahison les seigneurs de la Congregation, Châtellerault et le comte dArran.
Selon John Knox, en janvier d'Oisel faisait marcher son armée sur St Andrews lorsque la flotte anglaise fut en vue des côtes. William Kirkcaldy détruisit alors le pont de Tullibody pour leur fermer toute retraite sur Édimbourg. Afin de repasser la Devon, un ingénieur français donna l'ordre de démonter la toiture de l'église de Tullibody (Tullibody Kirk), si bien qu'en février 1560, d'Oisel s'en retourna de Stirling à Édimbourg, incendiant au passage Kinneil House. Le 18 mars 1560 il défit un contingent écossais à Glasgow bridge.
Lorsque William Flower, héraut de Chester, transmit un message du duc de Norfolk annonçant que la flotte anglaise avait atteint le firth, d'Oisel répliqua par défi « Qu'a obtenu Marie Tudor de ses dernières guerres? » Après la mort de Marie de Guise en 1560, le siège de Leith se poursuivit, car d'Oisel se jurait de défendre jusqu'au bout les habitants, réduits à ramasser les moindres coquillages pour se sustenter, et il demeura effectivement dans la place jusqu'à la fin du siège. Lorsque la paix fut enfin conclue, Francis Leake et Gervase Clifton vinrent dans ses appartements où devait se tenir un banquet : pour tout repas, on leur servit de la viande de cheval. D'Oisel évacua l’Écosse le 18 juillet 1560 à bord d'un bateau anglais, le Minion, avec 40 compagnons d’armes.
Marie, reine d’Écosse, alors en exil en France, le dépêcha vers Élisabeth Ire l'année suivante pour qu'on lui délivre un passeport et un sauf-conduit pour rentrer en Écosse. Élisabeth ne fut rien moins qu'obligeante : elle attendait de Marie qu'elle ratifie d'abord le Traité d'Édimbourg dont d'Oisel avait revu la rédaction, et l'émissaire français fut tenu en réserve. William Maitland approuvait l'accord, mais il apprit que Marie était décidée à traverser la Manche quoi qu'il arrive. Cleutin rentra en France et demeura au service de la reine Marie. En mars 1565, Thomas Randolph apprit qu'il était à Rome pour arranger un mariage entre Marie et le roi de France.

### Source
- (en) Cet article est partiellement ou en totalité issu de l’article de Wikipédia en anglais intitulé « Henri Cleutin » (voir la liste des auteurs).